# Tell Me Why It Ain't Easy
"Tell Me Why It Ain't Easy" er den første single fra boybandet C21s andet studiealbum, Listen, fra 2004. Singlen nåede #16 på Tjeklisten i uge 45 i 2004. Den røg ud af listen efter to uger.
Nummeret varer 4:14 minutter og blevet skrevet af Lars Quang, som har været sangskriver på de flest af bandets numre, samt Søren Bregendal fra gruppen.